# Mihran Harutjunjan
Mihran Harutjunjan, in Russland: Migran Edikowitsch Arutjunjan (armenisch Միհրան Հարությունյան; russisch Мигран Эдикович Арутюнян; * 25. März 1989 in Etschmiadsin, Armenische SSR, UdSSR) ist ein armenischer Ringer, der in Russland aufwuchs und bis 2012 für dieses Land antrat. Er wurde 2012 russischer Meister, 2013 armenischer Meister, 2009 Vize-Weltmeister der Junioren und 2015 Silbermedaillengewinner bei den Europaspielen, jeweils im griechisch-römischen Stil im Leichtgewicht.

## Werdegang
Mihran Harutjunjan zog mit 4 Jahren mit seinen Eltern nach Moskau. Er begann als Jugendlicher 2000 mit dem Ringen, wobei er sich auf den griechisch-römischen Stil konzentrierte. Er war Angehöriger des Sportclubs ZSKA Moskau und wurde von Aram Sargsjan, Mnazakan Iskandarjan, einem ehemaligen Weltmeister im Ringen, und (seit 2009) von Ruben Tatuljan trainiert. Er war Student (Sportmanagement). Bei einer Größe von 1,65 Metern ringt er im Leichtgewicht, der Gewichtsklasse bis 66 kg Körpergewicht.
Im Juniorenalter erzielte er unter dem Namen Migran Arutjunjan bemerkenswerte Erfolge. Bereits 2006 gewann er bei der Junioren-Europameisterschaft (Altersgruppe Cadets) in Istanbul in der Gewichtsklasse bis 63 kg eine Bronzemedaille. Die gleiche Medaille gewann er auch bei der Junioren-Europameisterschaft (Altersgruppe Juniors) 2007 in Belgrad im Leichtgewicht hinter Aleksandar Maksimović, Serbien und Rafiq Hüseynov, Aserbaidschan. Eine Bronzemedaille gewann er auch bei der Junioren-Weltmeisterschaft 2008 in Istanbul. Im Leichtgewicht musste er nur dem Iraner Saeid Mourad Abdvali und Aleksandar Maksimović den Vortritt lassen. Das beste Ergebnis bei internationalen Meisterschaften im Juniorenalter erzielte Migran Arutjunjan schließlich 2009, als er in Ankara hinter Saeid Mourad Abdvali und vor Frank Stäbler (Deutschland) und Howhannes Warderesjan (Armenien) Vize-Weltmeister wurde.
Nach seiner Juniorenzeit wurde er vom russischen Ringerverband bei vielen bedeutenden und wichtigen internationalen Turnieren eingesetzt, bei denen er immer hervorragende Ergebnisse erzielte, jedoch nicht bei einer internationalen Meisterschaft.
Im eigenen Land wurde Migran Arutjunjan 2011 hinter Juri Denissow und vor Adam Kurak und Islambek Albijew russischer Vizemeister und im Jahre 2012 sogar russischer Meister vor Juri Denissow, Wassili Lukow und Adam Kurak. Trotz dieses Meistertitels wurde er vom russischen Ringerverband nicht für die Ausscheidungsturniere für die Olympischen Spiele 2012 in London nominiert. Der russische Ringerverband vertraute dabei auf den ehemaligen Weltmeister Ambako Watschadse und auf Islambek Albijew, die jedoch beide die Qualifikationsnormen nicht schafften. Das Leichtgewicht im griechisch-römischen Stil war damit die einzige Gewichtsklasse, in der sich kein russischer Ringer für die Olympischen Spiele in London qualifizieren konnte.
Daraufhin beschloss Mihran Harutjunjan, seine weitere Karriere unter armenischer Flagge (Trainer: Samwel Geworgjan) fortzusetzen. In seinem Wohnort Moskau bekam er deswegen keinen Zugang zu Ringer-Trainingshallen mehr und musste sich privat Trainingsmöglichkeiten suchen. Im Jahre 2013 wurde er armenischer Meister; international konnte er erst Mitte 2014 nach der zweijährigen Sperrfrist wieder antreten. Bei den Weltmeisterschaften 2014 in Taschkent gewann er zwei Kämpfe und verlor erst im Viertelfinale gegen Tamás Lőrincz, Ungarn. Im Dezember 2014 gewann er zwei internationale Turniere in Russland (Barnaul und Moskau).
Beim zweiten Sieg zog er sich allerdings eine Knieverletzung zu, die seinen Start bei der armenischen Meisterschaft 2015 verhinderte. Das war eine Situation, die seinen Einsatz bei den Europaspielen 2015 in Baku in Frage stellte. Sein Gewinn der Silbermedaille, wo er im Finale gegen Artjom Surkow, Russland, verlor, war nicht nur sein bisher größter Erfolg, sondern auch die einzige Medaille für Armenien. Sein nächster Start waren die Weltmeisterschaften 2015 in Las Vegas (USA), die gleichzeitig ein Qualifikationsturnier für die Olympischen Sommerspiele 2016 waren. Hier belegte er den 5. Platz.

## Privates
Mihran Harutjunjan ist verheiratet und lebt mit seiner Familie in Moskau.

## Auszeichnungen
2016 wurde ihm die Ehrenbürgerschaft der Stadt Jerewan verliehen.

## Ergebnisse
| Jahr | Platz | Wettbewerb                                     | Gewichtsklasse | Ergebnisse |
| 2006 | 3.    | Junioren-EM (Cadets) in Istanbul               | bis 63 kg      | hinter Özkan Kurt, Türkei, und Aram Dschulfalakjan, Armenien                                                            |
| 2007 | 3.    | Junioren-EM in Belgrad                         | Leicht         | hinter Aleksandar Maksimović, Serbien, und Rafiq Hüseynov, Aserbaidschan                                                |
| 2008 | 3.    | Junioren-WM in Istanbul                        | Leicht         | hinter Saeid Mourad Abdvali, Iran und Aleksandar Maksimović                                                             |
| 2009 | 2.    | „Iwan-Poddubny“-Memorial in Rjasan             | Leicht         | hinter Seiran Simonjan, Russland, vor Aibek Ensechanow, Kasachstan und Ambako Watschadse, Russland                      |
| 2009 | 3.    | „Dan Kolow & Nikola Petrow“-Memorial in Warna  | Leicht         | hinter Ionuț Panait, Rumänien, und Plamen Petrow, Bulgarien                                                             |
| 2009 | 2.    | Junioren-WM in Ankara                          | Leicht         | hinter Saeid Mourad Abdvali, vor Frank Stäbler, Deutschland, und Howhannes Warderesjan, Armenien                        |
| 2010 | 2.    | „Iwan-Poddubny“-Memorial in Tjumen             | Leicht         | hinter Seiran Simonjan, vor Juri Denissow und Wassili Lukow, alle Russland                                              |
| 2010 | 5.    | Welt-Cup in Jerewan                            | Leicht         | hinter Saeid Mourad Abdvali, vor Arman Adikjan, Armenien, Antoni Mamageischwili, Georgien, und Bálint Korpási, Ungarn   |
| 2011 | 2.    | „Iwan-Poddubny“-Memorial in Tjumen             | Leicht         | hinter Juri Denissow, vor Gabriel Eprikjan und Adam Kurak, alle Russland                                                |
| 2011 | 1.    | Großer Preis von Spanien in Madrid             | Leicht         | vor Sharur Wardanjan, Schweden, Oleg Soina, Russland, und Mateusz Wanke, Polen                                          |
| 2011 | 1.    | Haparanda-Cup                                  | Leicht         | vor Magomed Tschuchalow, Russland, Witalij Kononow und Dmitri Gursijew, beide Ukraine                                   |
| 2012 | 2.    | „Iwan-Poddubny“-Memorial in Tjumen             | Leicht         | hinter Islambek Albijew, Russland, vor Beibeit Nugmanow, Kasachstan, und Samir Sagaschtokow, Russland                   |
| 2012 | 2.    | Welt-Cup in Saransk                            | Leicht         | hinter Saeid Mourad Abdvali, vor Jung Ju-hyun, Südkorea, und Jerbol Knoratow, Kasachstan                                |
| 2012 | 2.    | „Wladiyslaw-Pytlasinski“-Memorial in Ratibor   | Leicht         | hinter Tamás Lőrincz, Ungarn, vor Tomasz Świerk, Polen, und Mevlüt Arık, Türkei                                         |
| 2013 | 3.    | Großer Preis von Spanien in Madrid             | Leicht         | hinter Həsən Əliyev und Vitaly Rahimov, beide Aserbaidschan                                                             |
| 2014 | 1.    | Turnier in Olympia                             | Leicht         | vor Manuel Alejandro López Salcedo, Mexiko, und Manrikos Theodoridis, Griechenland                                      |
| 2014 | 9.    | Weltmeisterschaft in Taschkent                 | Leicht         | nach Siegen über Mathias Günther, Schweden, und Atakan Yüksel, Türkei, und einer Niederlage gegen Tamás Lőrincz, Ungarn |
| 2015 | 2.    | Europaspiele in Baku                           | Leicht         | hinter Artjom Surkow, Russland, und vor Istvan Levai, Slowakei, und Həsən Əliyev, Aserbaidschan                         |
| 2015 | 5.    | Weltmeisterschaft in Las Vegas                 | Leicht         | nach Niederlagen gegen Ryu Han-su, Südkorea, und Artjom Surkow                                                          |
| 2016 | 2.    | Olympische Sommerspiele 2016 in Rio de Janeiro | bis 66 kg      | hinter Davor Štefanek, Serbien                                                                                          |

## Russische Meisterschaften
| Jahr | Platz | Gewichtsklasse | Ergebnisse                                                |
| 2011 | 2.    | Leicht         | hinter Juri Denissow, vor Adam Kurak und Islambek Albijew |
| 2012 | 1.    | Leicht         | vor Juri Denissow, Wassili Lukow und Adam Kurak           |

## Armenische Meisterschaften
| Jahr | Platz | Gewichtsklasse | Ergebnisse |
| 2014 | 1.    | Leicht         |            |

## Erläuterungen
- alle Wettbewerbe im griechisch-römischen Stil
- WM = Weltmeisterschaft, EM = Europameisterschaft
- Leichtgewicht, Gewichtsklasse bis 66 kg Körpergewicht